# 北湖区
北湖区是中國湖南省郴州市市辖区，為郴州市的主要中心城區，区域總面积为277平方公里，总人口56.88萬人。區內的五嶺廣場是中南地區最大的城市廣場。区人民政府駐骆仙街道骆仙西路2号。

## 行政区划
北湖区下辖10个街道办事处、2个镇、2个民族乡：
人民路街道、北湖街道、燕泉街道、下湄桥街道、骆仙街道、增福街道、郴江街道、涌泉街道、安和街道、石盖塘街道、华塘镇、鲁塘镇、仰天湖瑶族乡和保和瑶族乡。

## 人口
根据郴州市第七次全国人口普查公报显示：北湖区常住人口为568778人，男性人口占比50.89%，女性人口占比49.11%，年龄结构中0-14岁占比21.77%，15-59岁占比63.81%，60岁以上占比14.43%，65岁以上占比9.51%。

## 交通
- 京广高速铁路：郴州西站
- 京广铁路：郴州站